# Луцій Вергіній Трікост (військовий трибун з консульською владою 389 року до н. е.)
Лу́цій Вергі́ній Тріко́ст (лат. Lucius Verginius Tricostus; IV століття до н. е.) — політичний і військовий діяч Римської республіки; військовий трибун з консульською владою (консулярний трибун) 389 року до н. е.

## Біографічні відомості
Походив з патриціанського роду Вергініїв. Про батьків, молоді роки Луція Вергіня відомості не збереглися.
389 року до н. е. його було обрано військовим трибуном з консульською владою разом з Луцієм Валерієм Публіколою, Луцієм Емілієм Мамерціном, Авлом Манлієм Капітоліном, Публієм Корнелієм і Луцієм Постумієм Альбіном Регілленом. Під час цієї каденції диктатор Марк Фурій Камілл після 70 років боротьби Римської республіки проти вольськів зрештою змусив їх підкоритися. Водночас екви та етруски атакували союзників Риму з міста Сутрі. Проти них виступили римські війська на чолі з Луцієм Емілієм. Інші трибуни разом з Ліцієм Вергінієм були зайняті відновленням Риму після нашестя галів. 
Про подальшу долю Луція Вергінія Трікоста відомостей немає.